# Geophilus aztecus
Geophilus aztecus är en mångfotingart som beskrevs av Jean-Henri Humbert och De Saussure 1869. Geophilus aztecus ingår i släktet Geophilus och familjen storjordkrypare.
Artens utbredningsområde är Guatemala. Inga underarter finns listade i Catalogue of Life.